# ATOW1996
83°40′35″N 30°38′39″V / 83.67639°N 30.64417°V
ATOW1996 er en 1 meter høj klippeø som ligger adskillige kilometer nord for Kap Morris Jessup, ved Grønland.
I mange år antog man at Kaffeklubben, som opdagedes 1900 og udforskedes 1921, var det nordligste landområde på jorden.

1978 opdagedes Oodaaq Ø og 1996 lykkedes det for American Top of the World Expedition (ATOW) at lokalisere en ø endnu længere mod nord. Den fik navnet ATOW1996.
To år senere opdagedes 83-42 nord for ATOW1996 , og den anses i dag almindeligvis som den nordligste landmasse.